# Régis de Gouttes
Régis de Gouttes, né le 26 octobre 1940 à Palleville (Tarn) et mort le 15 février 2024 à Paris, est un ancien magistrat, depuis 2009 premier avocat général honoraire à la Cour de cassation.
Il est membre de le la Commission nationale consultative des droits de l'homme (CNCDH) où il est cosignataire en 2013 d'un avis minoritaire contre le mariage pour tous, vice-président de l’institut de formation en droits de l’homme du barreau de Paris, membre de la commission européenne contre le racisme, et membre du Comité d’éthique du ministère des Affaires étrangères.

## Études
Licencié en droit de l'université de Toulouse et diplômé de l'Institut d'études politiques de Toulouse (promotion 1962), Régis de Gouttes Lastouzeilles obtient le diplôme d'études supérieurs en droit privé, en sciences criminelles et en droit privé comparé à la faculté internationale pour l'enseignement du droit comparé de Strasbourg ; il obtient également le diplôme de l'Institut d'études politiques de Toulouse. Ancien élève du CNEJ (devenu École nationale de la magistrature en 1970), il est sorti major de la promotion CNEJ en 1968.

## Parcours
- 1969-1972 : magistrat détaché au ministère de la Justice.
- 1972-1973 : substitut du procureur de la République à Nouméa, puis à Versailles.
- 1974-1978 : magistrat détaché au Ministère de la Justice.
- 1978-1981 : conseiller juridique au Ministère des Affaires étrangères (Direction des affaires juridiques).
- 1981-1983 : chef du Bureau du droit pénal international et européen au Ministère de la justice.
- 1983 : directeur adjoint du cabinet, chargé des affaires pénales internes et internationales[4], de Robert Badinter, garde des Sceaux et ministre de la Justice (démissionnaire)[5].
- 1984-1985 : sous-directeur de la justice criminelle au Ministère de la Justice
- 1985-1989 : directeur adjoint des affaires juridiques au Ministère des Affaires Étrangères.
- 1990-1992 : avocat général à la cour d'appel de Paris (chef du service des droits de l'homme, de la prévention et de la protection judiciaire de la jeunesse en 1992, puis délégué à la Cour de cassation).
- 1992-2000 : avocat général à la Cour de cassation (affecté à la chambre commerciale et, depuis 1996, à la chambre criminelle).
- 2000-2009 : premier avocat général à la Cour de cassation.

## Activité internationale
- 1985-1989 : membre élu du Comité directeur européen pour les problèmes criminels.
- 1990- : membre élu de la Commission nationale consultative française des droits de l'homme.
- 1990-1993: membre élu du Comité directeur européen pour les droits de l'homme du Conseil de l'Europe (CDDH).
- 1990-1994 : Membre élu du Conseil d'administration de l'Institut interrégional de recherche des Nations unies sur la criminalité et la justice (UNICRI).
- 1990-2014 : Membre élu du Comité pour l'élimination de la discrimination raciale (CERD) des Nations unies[6].
- 1994- : Vice Président du Comité directeur européen pour les droits de l'homme du Conseil de l'Europe (CDDH).
- 1995-1996 : Président du Comité directeur européen pour les droits de l'homme du Conseil de l'Europe (CDDH).
- 1999-2001 : Président de l'Autorité centrale pour l'adoption internationale de France.
- 2009- : Membre du comité consultatif de la Haute Autorité de lutte contre les discriminations et pour l'égalité (HALDE).
- 2014- : Membre de la Commission Européenne contre le racisme et l’intolérance.

## Enseignement
- 1976-1977 : Chargé de conférences à l’École nationale d'administration sur la coopération judiciaire pénale internationale.
- 1981-1997 : Chargé de conférences à l’École nationale de la magistrature (formation initiale à Bordeaux et formation continue à Paris) sur la Convention européenne des droits de l'homme, la coopération judiciaire européenne et internationale, les organes de contrôle universels des droits de l'homme (Comité pour l'élimination de la discrimination raciale de l'ONU). Chargé de diverses conférences sur les droits de l'homme par le Conseil de l'ordre des avocats de Paris, la cour d'appel de Paris, la Cour de cassation, les universités de Rouen, Orléans, Montpellier, Paris et la Commission nationale consultative des droits de l'homme. Chargé par le Centre pour les droits de l'homme de l'ONU (Genève) de plusieurs conférences de formation aux conventions internationales des droits de l'homme à l'intention des pays africains (Séminaires d'Abidjan et de Lomé).
- 1995- : Chargé d'enseignement à l'Université de Paris I pour le DESS de droit humanitaire et de droits de l'homme.
- 1996- : Chargé d'enseignement à l'Institut des hautes études européennes de l'Université Robert-Schuman à Strasbourg (DEA droit comparé des droits de l'homme).

Le 5 octobre 2001, Régis de Gouttes Lastouzeilles a eu la charge de conclure, en qualité de premier avocat général, dans l'affaire qui a donne lieu à l’arrêt de l’assemblée plénière de la Cour de cassation du 10 octobre 2001, sur le statut pénal du chef de l’État, en l'occurrence Jacques Chirac. Les principes de deux points principaux de ses conclusions ont été retenus dans ledit arrêt.

## Mort
Régis de Gouttes meurt à Paris le 15 février 2024 à l'âge de 83 ans.

## Décorations
- Officier de la Légion d'honneur (J.O. du 14 juillet 2000).
- Commandeur de l'ordre national du Mérite (J.O. n. 266 du 16 novembre 2004).

## Pour approfondir